# 眩しい未来
「眩しい未来」（まぶしいみらい）は、草彅剛と香取慎吾のユニット「SingTuyo」の楽曲。
2024年8月22日にワーナーミュージック・ジャパンから配信が開始された。

## 解説
前作である「KISS is my life.」以来、6年3ヶ月ぶりの新曲になる。新しい地図の会員限定イベント「NAKAMA to OSHOGATSU～2024年もよろしく」で初披露された。イベント後は草彅・香取のラジオ「ShinTsuyo POWER SPLASH」で数回流れるぐらいで配信化はされなかったため、ファン待望の配信となった。香取曰く、作詞者である上野樹里のラジオに出演した際に曲のお誘いがあったことから実現。作曲・編曲は上野の夫でTRICERATOPSとして活動する和田唱を迎え制作された。
和田は草彅のギターの師匠という関係から、ステージで草彅が弾くアコースティック・ギターを想像しながら楽曲のイメージを膨らませたという。
和田は過去にSMAPの楽曲「ココカラ」、草彅のソロ曲「藍色のGANG」を提供している。

## 収録曲
1. 眩しい未来 [4:29]
  - 作詞：上野樹里
  - 作曲・編曲：和田唱
  - ブラスアレンジ：村田陽一